# يوم الكانجي
يوم الكانجي ( باليابانية:漢字の日 كانجي نو هي ) هو يوم ذكرى سنوية قامت بإقراره مؤسسة كانجي كينته (日本漢字能力検定協会) وتم بدء العمل به اعتباراً من عام 1995 في اليابان ويصادف يوم 12 ديسمبر من كل عام.
في هذا اليوم من كل عام تقوم مؤسسة كانجي كينته باختيار حرف كانجي يعبر عن هذا العام يسمى كانجي العام حيث يتم الاختيار بناء على آراء مشاركين من جميع أنحاء اليابان، وتتم كتابة هذا الكانجي في معبد كيوميزو ديرا في كيوتو.

## كانجي العام
| السنة | الكانجي                                 | المناسبة |
| ----- | --------------------------------------- | --- |
| 1995  | 「震 شين」(زلزال)                       | نسبة إلى زلزال هانشين اواجي. وأحداث هجوم غاز السارين في مترو أنفاق طوكيو. |
| 1996  | 「食 شوكو」(طعام)                       | نسبة إلى العديد من حوادث التسمم الغذائي التي أثرت على برامج الإطعام المدرسي. |
| 1997  | 「倒 تو」(انهيار)                       | بسبب الموجة العارمة من إفلاس البنوك. بالإضافة إلى فشل المنتخب الياباني في التأهل إلى بطولة كأس العالم لكرة القدم 1998. |
| 1998  | 「毒 دوكو」(سم)                         | بسبب وفات 4 أشخاص ومرض 67 شخص بعد تناول وجبة كاري. |
| 1999  | 「末 سوه」(نهاية)                       | آخر عام في القرن العشرين. حادثة توكايمورا النووية. |
| 2000  | 「金 كين」(ذهب)                         | حصول لاعبة الجودو ريوكو تامورا (حالياً ريوكو تاني) وعداءة الماراثون ناوكو تاكاهاشي على الميداليات الذهبية في أولمبياد سيدني. كيم داي جونج وكيم جونغ إل يعقدان أول اجتماع رئاسي بين الكوريتين (حيث أن كلمة "كيم" بالكورية تعني ذهب). |
| 2001  | 「戦 سِن」(حرب)                          | أحداث 11 سبتمبر 2001. الحرب على أفغانستان 2001.الكساد العالمي. |
| 2002  | 「帰 كي」(عودة)                         | عودة خمسة من المواطنين اليابانيين المختطفين في كوريا الشمالية إلى اليابان. |
| 2003  | 「虎 تورا」(نمر)                        | فريق هانشين تايغرز يحرز لقب الدوري للمرة الأولى في 18 عام. |
| 2004  | 「災 ساي」(كارثة)                       | زلزال تشوه تسو. تايفون أراضي توكاغه. الحادث في محطة ميهاما النووية. |
| 2005  | 「愛 أي」(حب)                           | إكسبو 2005 في محافظة آيتشي. الأميرة ساياكو كورودا تتزوج من يوشيكي كورودا، لاعبة كرة الطاولة أي فوكوهارا تلعب في الصين. |
| 2006  | 「命 إنوتشي」(حياة)                     | ولادة الأمير هيساهيتو أكيشينو. |
| 2007  | 「偽 نيسه」(غش)                         | سلسلة من فضائح غش الأغذية التي اكتشف فيها العديد من الأطعمة منتهية فترة الصلاحية. |
| 2008  | 「変 هين」(تغير)                        | تغير رئيس الوزراء الياباني، وشعار الرئيس الأمريكي أوباما (التغيير) بالإضافة إلى تغيرات أسعار العملات والقلق الاقتصادي بالإضافة إلى التغيرات المناخية على سطح الأرض. |
| 2009  | 「新 شين」(جديد)                        | تغير الحزب الحاكم في اليابان برئاسة يوكيو هاتوياما. |
| 2010  | 「 暑 شو」 (حار)                        | سجل عام 2010 اعلى معدل لدرجات الحرارة حيث اجتاحت موجة حر شديدة اليابان ومعظم بلاد العالم وأرتفاع اسعار السلع خاصة الغذائية منها. نجاة عمال منجم "كوبيابو" في اليابان والذي يتصف بدرجات حرارة عالية فيه، بالإضافة إلى نجاة عمال مناجم أخرى في حوادث متفرقة في العالم. |
| 2011  | 「 絆 كيزونا」 (رابطة)                  | شعر السكان في اليابان بأهمية الروابط العائلية والصداقة وذلك بعد زلزال اليابان 2011، بالإضافة إلى فوز منتخب اليابان لكرة القدم للسيدات في كأس العالم للسيدات 2011 وذلك يعود إلى الروابط والثقة بين أعضاء فريقه. |
| 2012  | 「 金 كين」(ذهب)                        | فازت اليابان بعدة ميداليات ذهبية عام 2012 في أولمبياد لندن. شينيا ياماناكا فازت بجائزة نوبل. كسوف شمسي يراقب للمرة الأولى في اليابان منذ 932 عام. مخاوف اقتصادية. |
| 2013  | 「 輪 رين」(الحلقة أو الخاتم)           | ويعود السبب الأغلب لـ اختيار مدينة طوكيو لاستضافة أولمبياد عام ألفين وعشرين. |
| 2014  | 「 税 زيي」(ضريبة)                      | يعود السبب لزيادة الضريبة من 5% إلى 8% وكذلك لوجود الكثير من المشاكل والفضائح المتعلقة بالضرائب في صفوف السياسيين. |
| 2015  | 「 安 ياسوي」(الرضا أو السلام أو الرخص) | يعود السبب إلى الاضطرابات المحيطة برئيس الوزراء آبي شينزو لما بذله من جهود لتمرير تشريعات الأمن، في حين رفع المتظاهرون أصواتهم للتعبير عن القلق إزاء مستقبل السلام الذي تتمتع به اليابان في الـ70 عاما الماضية منذ نهاية الحرب العالمية الثانية. وتعبراً عن القلق بشأن تغير المناخ، وكذلك الهجمات الإرهابية في باريس، ومقتل الصحفي الياباني غوتو كينجي ورئيس الشركة العسكرية يوكاوا هارونا في سوريا على أيدي داعش. |
| 2016  | 「 金 كين」(ذهب)                        | يعود السبب إلى الأداء الرائع لبعثة اليابان في أولمبياد ريو دي جانيرو وحصد العديد من الألعاب للميدالية الذهبية. (هذا الكانجي الوحيد الذي تم اختياره للمرة الثالثة). |
| 2017  | 「 北 كيتا」(شمال)                      | يعود السبب إلى التجارب الصاروخية لكوريا الشمالية، والأمطار الغزيرة في شمال كيوشو، وضعف محصول البطاطا في هوكايدو. |
| 2018  | 「 災 ساي」(كارثة)                      | يعود السبب إلى زلزال أوساكا 2018، والأمطار الغزيرة في غرب اليابان، وزلزال في هوكايدو. |
| 2019  | 「 令 لاي」(مرسوم)                      | يعود السبب إلى تولي ابن أكيهيتو الأكبر ناروهيتو الحكم وليصبح الإمبراطور الـ126. |
| 2020  | 「 密 ميتو」(سر أو تجمع)                | يعود السبب إلى جائحة فيروس كورونا |
| 2021  | 「 金 كين」(ذهب)                        | يعود السبب إلى الأداء الرائع لبعثة اليابان في الألعاب الأولمبية الصيفية 2020 وحصد العديد من الألعاب للميدالية الذهبية. (هذا الكانجي الوحيد الذي تم اختياره للمرة الرابعة).. |
| 2022  | 「 戦 سِن」(حرب)                         | يعود السبب إلى الغزو الروسي لأوكرانيا 2022واغتيال شينزو آبي |
| 2023  | 「 税 زي」(ضريبة)                       | يعود السبب إلى الزيادات والتخفيضات الضريبية، وإدخال نظام جديد للفواتير، ودفع الضرائب البلدية مقابل الهدايا. |
| 2024  | 「 金 كين」(ذهب)                        | يعود السبب لارتباطه بالميداليات الذهبية التي حصدتها اليابان في أولمبياد باريس، بالإضافة إلى ’"فضائح الأموال" التي طالت الحزب الليبرالي الديمقراطي الحاكم في عام 2024. |

## وصلات خارجية
- الموقع الرسمي لمؤسسة كانجي كينته